# Ayala de Zamboanga
Ayala es un barrio rural de la ciudad de Zamboanga, municipio de primera categoría perteneciente a  la provincia de Zamboanga del Sur en la Región Administrativa de Península de Zamboanga (Región IX) situada al suroeste de la  República de Filipinas  en la isla de Mindanao.

## Geografía
Situado en la costa occidental del Mar de Joló a 16,5 km del centro de la ciudad, accesible por carretera y también por mar.
Su término linda al norte con el barrio de Tulungatung; al sur con el Estrecho de Basilán; al este con el barrio de  Recodo (antes, La Caldera); y al oeste con el barrio de Talisayán.

### Clima
El clima en esta zona es generalmente frío, ya que no está muy poblada y nunca está demasiado lejos de la brisa de la montaña ni muy cerca del mar.

### Economía
El uso del suelo dominante es la agricultura,  y destaca como actividad económica la industria conservera.
Abunda el cocotero que es el mejor recurso para la economía familiar, al mismo tiempo  que proporciona sombra.

### Demografía
En el año 2007 contaba con 16 929 habitantes que ocupaban 2440 hogares. En 2010 la población asciende a 20,096 habitantes.

## Historia
Los habitantes de la desembocadura del río Dumalón eran tanto moros como de la etnia subanón, estaban gobernados por un jefe y se dedicaban  a la captura de peces en el río y también la caza de jabalíes, ciervos y monos como alimento.
En el año 1865, el padre Martín, un sacerdote católico español llegó a la playa, lugar donde  encontró a los nativos de la aldea. Sintiéndose acogido les dijo  que venía del Valle de Ayala,  un lugar en España, y que sería bueno que el poblado lleve este nombre.

## Administración
Su alcalde (Punong Barangay) es Diosterides S. Librero.
Forma parte del Distrito I.

## Festividades
Su fiesta patronal se celebra el día 16 de julio en honor de la Virgen del Carmen (Our Lady of Mt. Carmel).